# Pidlissea, Brovarî
Pidlissea (în ucraineană Підлісся) este un sat în comuna Jerdova din raionul Brovarî, regiunea Kiev, Ucraina.

## Demografie
Componența lingvistică a localității Pidlissea
     Ucraineană (97,52%)
     Rusă (2,48%)
Conform recensământului din 2001, majoritatea populației localității Pidlissea era vorbitoare de ucraineană (97,52%), existând în minoritate și vorbitori de rusă (2,48%).